# Управление на компютърни мрежи
Управлението на компютърни мрежи означава концептуално изграждане, мониторинг и поддръжка, администриране или контрол върху компютърна мрежа/и от страна на мрежови специалист, в някои случаи потребител или мрежови администратор посредством набор от инструменти, приложения и устройства, и необходимите окабелявания . Понятието съдържа в себе си поддръжката и наблюдението на стабилността, и работата на мрежа, анализ за рядко използвани и остарели или приложението на нови мрежови протоколи, разпределяне на информационни данни в системата, разпределяне при пренатрупване от устройства в системата, наблюдение на необичайни промяни в интернет трафика като намаляването му и др.
Друг термин е мрежова администрация или администриране на мрежи, което се извършва с различни мрежови методи, програмни процедури и мрежови или софтуерни инструменти, като дейността има за цел да осигурява безпроблемна работа на интернет услугите, които мрежата може да предостави. Това включва поддръжка, наблюдение, отриване на възникнали проблеми и премахването им възможно най-бързо, преди потребителите да са засегнати, следене на системните процеси, поддръжка и администрирането им, също така администрация на потребителските акаунти, когато е необходимо, тоест при въвеждане на нов акаунт, извършване на ремонти и подобрения, например, когато съоръженията трябва да бъдат поправени или заменени с нови, инсталиране на приложения и конфигуриране на интернет услуги. Не на последно място поддръжката включва също и въвеждането на някои превантивни мерки, за да се гарантира необходимата сигурност на системите, на наличната техника и опазването им от външни атаки или от злонамерени потребители. Изброеното понякога се нарича мениджмънт на представянето, постиженията и на изчислителната мощност също включена в мрежатата.

## Области
Управлението на компютърни мрежи е често дефинирано като състоящо се от 5 области:
- конфигурационно управление
- управление на системното изпълнение / представяне (мрежово представяне)
- управление на грешките
- администрация на потребители
- управление по сигурността

## Исторически бележки
В началото на 1980-те години компютърните компании установяват, че облагите и продуктивността на коя да е фирмена система нарастват с нарастване на броя мрежови системи. Това ги стимулира да разрастват изградените дотогава мрежи до още по-голям мащаб. Проблемът от този ускорен и недомислен докрай процес е установен в средата на десетилетието, когато разликата в използваните технологии и стандарти показва недостатъци. Отделно от това всяка система по вида си изисквала съответния специалист. Това наложило и неизбежната поява на специалисти способни да прослушват, рационализират и управляват мрежови системи

## Архитектура на мрежовите системи
Системата за ръководене на мрежови системи се базира на същата архитектура, която притежава ръководената система. Крайните устройства на системата, като компютри, принтери, скенери, софтуерни продукти работещи на тях и прочее, са онези компоненти, които са в сферата на наблюдение. При възникване на проблем в кое да е от тях те изпращят заявка за проблем към ръководителя на системата. Последният от своя страна е способен да вземе решение за конкретно действия или набор от действия, като съобщения за грешка, изключване на системата или автоматична поправка на проблема.

## ISO модели за регулиране на мрежи
Изпълняване на регулация
Ръководенето има за цел да съблюдава системата и да взима подходящи мерки с цел поддържането ниво за работа ниво. Контролът се осъществява на няколко нива:
1. Събиране на набор от променливи нужни на администраторската част да прецени нивото на работа
2. Данните за всяка важна „точка“ се обработват
3. Съобразно с това дали прагът на стабилност е под нужното ниво или не се взимат нужните мерки

В някои ситуации, пряко зависещи от това как е устроена системата, е възможно да се осъществи симулация на ситуацията с цел да се разбере как ще реагира тя при евентуална реална намеса.
Отчитане на регулирането
Отчитането на регулиране се ползва с цел по всяко време система да знае с какви ресурси разполага и в какво положение е установено едно или друго крайно устройство. Това се прави с цел да се контролират параметрите на всеки потребител при условие, че такива са били изискани още при самото конструиране на система.
Регулиране на грешки
Тук се включва нуждата от откриването на проблем, неговото изолиране, решаването му и тестване на решението. При успешно решение система записва типа на проблема и неговото решение с цел по-бързо реагиране за в бъдеще.
Сигурност
Осигуряване на възможността системата да бъде сигурна от вмешателство и неприемливи действия. В този смисъл някои от действията, които поема системата, е да раздели базата данни на ауторизирана и неауторизирана част. Последното пряко зависи от статуса на съответния потребител.